# Scarus fuscopurpureus
Scarus fuscopurpureus és una espècie de peix de la família dels escàrids i de l'ordre dels perciformes.

## Morfologia
Els mascles poden assolir els 38 cm de longitud total.

## Distribució geogràfica
Es troba al Mar Roig i Somàlia.